# So What'cha Want
So What'cha Want är en låt av Beastie Boys, utgiven som singel i juni 1992 från albumet Check Your Head. Låten innehåller samplingar från "Just Rhymin' With Biz" av Big Daddy Kane och Biz Markie och "I've Been Watching You" av Southside Movement.
Musikvideon regisserades av Nathanial Hörnblowér och filmades i ett skogsområde.

## Låtlista
1. "So What'cha Want" (Single version) – 3:37
2. "The Skills to Pay the Bills" (Original version) – 3:14
3. "So What'cha Want" (Soul Assassin Remix version) – 4:06
4. "Groove Holmes" (LP version) – 2:34
5. "So What'cha Want" (Butt Naked version) – 3:25
6. "Groove Holmes" (Live vs. the Biz) – 6:10
7. "So What'cha Want" (All the Way Live Freestyle version) – 3:37

## Medverkande
- Ad-Rock – sång, gitarr
- Mike D – sång, trummor
- MCA – sång, basgitarr